# Wright King
Thomas Wright Thornburg King (* 11. Januar 1923 in Okmulgee, Oklahoma; † 25. November 2018 in Canoga Park, Kalifornien) war ein US-amerikanischer Schauspieler. Bekannt wurde er durch Nebenrollen in Filmen wie Endstation Sehnsucht und Planet der Affen.

## Leben
Wright King nahm Schauspielunterricht an der St. Louis School of Theater, ehe er sich nach Kriegsbeginn 1941 bei der United States Navy meldete. Nach Kriegsende gab King sein Fernsehdebüt 1949 in einer Folge der frühen Science-Fiction-Fernsehserie Captain Video and His Video Rangers. Zwischen 1947 und 1950 war er auch in mehreren Broadway-Produktionen zu sehen, darunter in der Originalproduktion des von Tennessee Williams verfassten Stückes Endstation Sehnsucht. Größere Bekanntheit erlangte er 1951 durch Elia Kazans klassisch gewordene Verfilmung Endstation Sehnsucht. In der Rolle des Zeitungsjungen, die er bereits zuvor am Broadway gespielt hatte, erhält er einen Kuss von Vivien Leigh.
In den folgenden Jahren spielte King Nebenrollen in Filmen verschiedener Genres, darunter mehrere Western. Es folgten weitere Nebenrollen in Filmen wie Ein Fetzen Leben, Lockende Versuchung und Sie nannten ihn King. Von 1959 bis 1960 war er in der Rolle des Jason Nichols in der Westernserie Josh zu sehen. 1968 spielte Wright King die Rolle des Tierarztes Dr. Galen im Filmklassiker Planet der Affen mit Charlton Heston in der Hauptrolle. Nach weiteren Rollen in Filmen wie Der goldene Regenbogen und Helter Skelter – Die Nacht der langen Messer zog sich King 1987 aus dem Filmgeschäft zurück.
Wright King war von 1948 bis zu deren Tod im Jahr 2008 mit June Ellen Roth verheiratet, das Paar hatte drei Kinder. Seit 2013 lebte King im Motion Picture Retirement Home in Calabasas, einem Seniorenheim für Filmschaffende. Er starb am 25. November 2018 im Alter von 95 Jahren.

## Filmografie (Auswahl)
- 1949: Captain Video and His Video Rangers (Fernsehserie, eine Folge)
- 1951: Endstation Sehnsucht (A Streetcar Named Desire)
- 1953–1954: Johnny Jupiter (Fernsehserie, 29 Folgen)
- 1955–1965: Rauchende Colts (Gunsmoke; Fernsehserie, 8 Folgen)
- 1956: Ein Fetzen Leben (The Bold and the Brave)
- 1956: Gangsterbrut (The Young Guns)
- 1956: Lockende Versuchung (Friendly Persuasion)
- 1956: Im Lande Zorros (Stagecoach to Fury)
- 1957: Hot Rod Rumble
- 1957: Maverick (Fernsehserie, 1 Folge)
- 1959: Drauf und dran (The Gunfight at Dodge City)
- 1959: Kampf ohne Gnade (Cast a Long Shadow)
- 1959–1960: Josh (Wanted Dead or Alive; Fernsehserie, elf Folgen)
- 1961, 1963: Twilight Zone (Fernsehserie, 2 Folgen)
- 1965: Sie nannten ihn King (King Rat)
- 1968: Planet der Affen (Planet of the Apes)
- 1968: Der goldene Regenbogen (Finian’s Rainbow)
- 1968: Mannix (Fernsehserie, 2 Folgen)
- 1972: Journey Through Rosebud
- 1973: Invasion of the Bee Girls
- 1973: Die Straßen von San Francisco (The Streets of San Francisco; Fernsehserie, 1 Folge)
- 1974: The Missiles of October (Fernsehfilm)
- 1975: Ein Sheriff in New York (McCloud; Fernsehserie, 1 Folge)
- 1976: Helter Skelter – Die Nacht der langen Messer (Helter Skelter)
- 1977: Make-up und Pistolen (Police Woman; Fernsehserie, 1 Folge)
- 1978: Die schwarze Liste (The Critical List)
- 1987: House Made of Dawn